# Majestic Motion Picture Company
Majestic Motion Picture Company est une société de production de cinéma américaine, fondée en novembre 1911.
Elle a produit des films muets distribués par Mutual Film Corporation (1912-1916), Triangle Film Corporation (1916-1917) et Triangle Distributing Corporation (1917), société à qui elle a été vendue en 1917.
Ses studios étaient situés à Jacksonville, Floride, pour les tournages en hiver.

## Films produits
- 1911 : The Courting of Mary de James Kirkwood Sr. et George Loane Tucker
- 1913 : Sapho de Lucius J. Henderson
- 1914 : The Double Knot de Raoul Walsh
- 1914 : La Conscience vengeresse (The Avenging Conscience or Thou Shalt Not Kill) de D. W. Griffith
- 1914 : The Battle of the Sexes de D. W. Griffith
- 1914 : The Escape de D. W. Griffith
- 1914 : Imar the Servitor
- 1915 : The Absentee de William Christy Cabanne
- 1915 : Captain Macklin de John B. O'Brien
- 1915 : Enoch Arden de William Christy Cabanne
- 1915 : Ghosts de George Nichols et John Emerson
- 1915 : Her Shattered Idol de John D. O'Brien
- 1915 : The Lost House de William Christy Cabanne
- 1915 : The Outcast de John B. O'Brien
- 1915 : A Yankee from the West de George Siegmann
- 1915 : Pirates Bold de Chester M. Franklin & Sidney Franklin